# Фрейндліх Бруно Артурович
Бруно Артурович Фрейндліх (10 жовтня (27 вересня с. ст.) 1909, Санкт-Петербург, Російська імперія — 7 липня 2002, Санкт-Петербург, Росія) — радянський актор театру і кіно. Народний артист СРСР (1974). Лауреат Сталінської премії другого ступеня (1951). Батько Аліси Фрейндліх.

## Біографія
Народився 1 жовтня 1909 року в сім'ї російських німців. Його предки були майстрами-склодувами, запрошеними до Росії царським указом.
Навчався в Ленінградському технікумі сценічних мистецтв (1931—1934), у Ленінградському інституті підвищення кваліфікації (1936—1938). Під час навчання познайомився з актрисою Ксенією Федоровою і вони одружилися, в грудні 1934 року у них народилася дочка Аліса.
В 1945–1947 роках — актор кіностудії «Ленфільм». В 1946 році перейшов в Великий драматичний театр імені Г. А. Товстоногова, а з 1948 року став актором ЛАТД імені О. С. Пушкіна.
Помер 7 липня 2002 року у С.-Петербурзі й похований на Літераторських мостках.

### Фільмографія
1. 1949 — «Олександр Попов» — Г. Марконі
2. 1950 — «Мусоргський» — Цезар Антонович Кюї
3. 1951 — «Бєлінський» — професор Щепловидов
4. 1952 — «Римський-Корсаков» — Раменськийє
5. 1952 — «Живий труп»
6. 1954 — «Кортик» — Нікітський
7. 1954 — «Герої Шипки» — Дьюла Андраші
8. 1955 — «Два капітана» — Іван Павлович Корабльов
9. 1955 — «Дванадцята ніч» — блазень Фесті
10. 1956 — «Софія Ковалевська» — Клаус фон Шведліц
11. 1956 — «Різні долі» — композитор Ігор Степанович Рощин
12. 1957 — «Дон Кіхот» — Герцог
13. 1958 — «Батьки і діти» — Павло Петрович Кірсанов
14. 1958 — «У дні Жовтня» — полковник Г. П. Полковников
15. 1963 — «Каїн XVIII» — начальник Таємної Поліції
16. 1963 —
17. 1964 — «Державний злочинець» — Віктор Дорі
18. 1965 — «Залп „Аврори“» — командир «Аврори»
19. 1966 — Два квитки на денний сеанс — Блинов
20. 1968 — «Гроза над Білою» — адмірал О. В. Колчак
21. 1968 — «Мертвий сезон» — Валерій Петрович
22. 1968 — «Шлях до «Сатурна»» — адмірал Канаріс
23. 1968 — «Кінець «Сатурна»» — адмірал Канаріс
24. 1970 — «Біг» — білий головнокомандувач
25. 1970 — «Чайковський» —  І. С. Тургенєв
26. 1971 — «Місто під липами»
27. 1972 — «Справи давно минулих днів» — Савельєв
28. 1973 — «Впізнання»
29. 1973 — «Цемент»
30. 1976 — «Тимур і його команда» — Федір Григорович Колокольчиков
31. 1976 — «Мене це не стосується» — Клівенський
32. 1978 — «Освідчення в коханні» — Старий
33. 1978 — «Будинок будується»
34. 1980 — «Я — акторка» — старий актор
35. 1981 — «Росія молода» — адмірал Патрік Гордон
36. 1982 — «Дві глави з сімейної хроніки»
37. 1984 — «Іван Павлов. Пошуки істини» — І.С. Тургенєв
38. 1985 — «Дивна історія доктора Джекіла і містера Хайда» — Кул
39. 1985 — «Битва за Москву» — маршал Б. М. Шапошников
40. 1987 — «Час літати»
41. 1989 — «Сталінград» — маршал Б. М. Шапошников

## Нагороди
- Ордени Трудового Червоного Прапора, Дружби народів (СРСР)

- Медалі «За доблесну працю у Великій Вітчизняній війні 1941—1945 рр.», «Ветеран праці»

- Ордени «За заслуги перед ВІтчизною», Пошани (РФ)

- Сталінська премія

##### Почесні звання
- Народний вартист СРСР
- Народний артист РРФСР
- Заслужений артист РРФСР